# NGC 3885
إن جي سي 3885 التي يرمز لها بالرمز NGC 3885، هي مجرة، في كوكبة الشجاع.

## الاكتشاف
اكتشفت في 10 مارس 1790، بواسطة ويليام هيرشل.